# Петропавловский поселковый совет (Петропавловский район)
Петропавловский поселковый совет (укр. Петропавлівська селищна рада) — входит в состав
Петропавловского района
Днепропетровской области
Украины.
Административный центр поселкового совета находится в 
пгт Петропавловка.

## Населённые пункты совета
- пгт Петропавловка
- пгт Зализничное